# Diastylis dollfusi
Diastylis dollfusi är en kräftdjursart som beskrevs av Fage 1928. Diastylis dollfusi ingår i släktet Diastylis och familjen Diastylidae. Inga underarter finns listade i Catalogue of Life.